# Henry Burr
Henry Burr, pseudonimo di Harry Haley McClaskey (5 gennaio 1882 – 6 aprile 1941), è stato un cantante canadese di musica popolare dei primi anni del XX secolo.
Burr usò vari pseudonimi per i suoi dischi a 78 giri (fra gli altri: Irving Gillette, Henry Gillette, Alfred Alexander, Robert Rice, Carl Ely, Harry Barr, Frank Knapp, Al King e Shamus McClaskey).  Fu uno dei primi cantanti a fare registrazioni acustiche, e fu uno dei più prolifici artisti di ogni tempo, con più di 12.000 registrazioni stimate. Tenore, fu preferibilmente un solista, ma eseguì anche duetti, trii e quartetti. La sua più celebre collaborazione fu con il Peerless Quartet.